# Josef Říha (sbormistr)
Josef Říha (21. prosince 1934 Praha – 12. července 2014 Ústí nad Labem) byl český sbormistr, hudební skladatel a pedagog.

## Život
Josef Říha vystudoval Drtinovo gymnázium v Praze, Vyšší pedagogickou školu v Praze a Filozofickou fakultu Univerzity Karlovy. Pracoval na katedře hudební výchovy Pedagogické fakulty v Ústí nad Labem, odkud ale v době normalizace musel z politických důvodů odejít. Vyučoval pak na základní škole v Krásném Březně, kde ojedinělým způsobem propojil činnost základní školy a umělecké školy. Na ústeckou univerzitu se vrátil až po roce 1989, od roku 1991 do roku 1999 byl vedoucím katedry hudební výchovy s výjimkou let 1992 až 1994, kdy byl prorektorem univerzity. Získal tituly docenta a v roce 1995 profesora.
Jako sbormistr působil nejprve u chrámového sboru v Ústí nad Labem, následně u smíšeného sboru TONASA Neštěmice a Smíšeného sboru Domu kultury v Ústí nad Labem. V roce 1966 založil s Vlastimilem Kobrlem Ústecký dětský sbor. Po vynuceném odchodu v době normalizace založil dětský sbor Písnička. Po roce 1989 založil komorní sbor ústecké univerzity Chorea academica.

## Ocenění
V roce 2009 mu byla udělena Cena Bedřicha Smetany, nejvyšší české ocenění za sbormistrovskou činnost. Mnoho ocenění získaly pod jeho vedením sbory Chorea academica, Iuvenes Bohemiae, Písnička i Ústecký dětský sbor.

## Dílo

### Hudební dílo
Říha vystudoval kompozici soukromě u skladatele Felixe Zrna. Věnoval se zejména vokální tvorbě, a to především písním pro děti.
Výběr z díla:
- dětské písně a sbory
  - Když jitro zavítá sem zas (ca 1970)
  - Rýma (1980)
  - Ať se svět roztančí (1982)
  - Když se hory zelenaly (1998)
  - Hej, pane Datle (2000)
  - Skládám noty do písničky (2002)
  - Koledníci (2007)
- dětská kantáta s melodramem Kukulín (1992)
- písňové cykly
  - Dvě melancholické písně pro mezzosoprán a klavír (2002)
  - Dva dvojzpěvy o lásce pro soprán, mezzosoprán a klavír (2002)
  - Čtvero ročních období pro bas a klavír (2005)
- Missa brevis[5]

### Knihy
- Hudební výchova v chlapeckých a dívčích třídách v 8. a 9. ročníku ZDŠ (1969)
- Sborový zpěv v hodinách hudební výchovy (1979)
- Janáčkův Otčenáš (geneze, analýza, interpretace) (2011)